# Anomalia Ebsteina
Anomalia Ebsteina (ang. Ebstein's anomaly) – wrodzona, przewodozależna, sinicza wada serca, która dotyczy zastawki trójdzielnej. Jeden lub dwa płatki tej zastawki przemieszczone są w kierunku koniuszka do jamy prawej komory. Płatek przedni łączy się z prawidłowo położoną częścią dysplastycznego pierścienia, przegrodowy odchodzi od przegrody, a tylny od okolicy koniuszka. Zastawka nie jest prawidłowo wykształcona, co objawia się mniejszą, lub większą jej niedomykalnością.
Przemieszczone płatki dzielą komorę prawą na dwie części:
- proksymalną, tylną, zatrializowaną,
- dystalną, przednią właściwą, odgrywającą rolę pompy wyrzucającej krew do płuc.

W czasie skurczu część krwi wraca do przedsionka, a rzut do pnia płucnego jest mniejszy niż w normie. Przy odpowiednim leczeniu chorzy mogą dożyć późnego wieku.
Wadę jako pierwszy opisał niemiecki lekarz Wilhelm Ebstein (1836–1912) w 1866.

## Epidemiologia
Częstość wady szacuje się na 1:50 000–100 000 populacji ogólnej. Jej wystąpienie może być związane z przyjmowaniem przez matkę dziecka preparatów litu w pierwszym trymestrze ciąży, na przykład u ciężarnych z zaburzeniami afektywnymi dwubiegunowymi.

## Objawy i przebieg

### Objawy podmiotowe
- kołatanie serca
- duszność
- ograniczenie tolerancji wysiłku

### Objawy przedmiotowe
- sinica
- osłuchowo ton śródskurczowy przypominający „łopot żagla na wietrze”
- szmer skurczowy holosystoliczny niedomykalności zastawki trójdzielnej, nasilający się na wdechu
- szerokie rozdwojenie I tonu serca
- sztywne rozdwojenie II tonu serca
- obecny III i IV ton serca (imitacja rytmu cwałowego)

### Nieprawidłowości w badaniach dodatkowych
Badanie radiologiczne ujawnić może różnego stopnia powiększenie sylwetki serca (od normalnej do znacznie powiększonej).
W badaniu EKG charakterystyczne są: wydłużenie odstępu PQ, wysokie załamki P, prawogram, całkowity blok prawej odnogi, niski woltaż zespołów QRS w odprowadzeniach przedsercowych.
U około 25% pacjentów występują cechy zespołu WPW o typie bloku lewej odnogi.
Często stwierdza się zaburzenia rytmu (częstoskurcz nadkomorowy, migotanie lub trzepotanie przedsionków, częstoskurcz komorowy, bloki serca). Z anomalią Ebsteina skorelowane jest też występowanie zespołu Wolffa-Parkinsona-White’a.
Najbardziej wiarygodną metodą jest badanie echokardiograficzne, które uwidacznia przemieszczenie płatka przegrodowego, duży i wydłużony płatek przedni, poszerzenie pierścienia zastawki trójdzielnej, zwiększony ruch płatków zastawki.

## Rozpoznanie
Rozpoznanie wady opiera się na badaniu:
- ekg – cechy bloku odnogi
- rtg klatki piersiowej – powiększenie prawego serca
- echokardiografia – uwidocznienie nieprawidłowości zastawki trójdzielnej, powiększenie prawego przedsionka
- ewentualnie cewnikowanie serca – np. w celu lepszego ukazania dodatkowych nieprawidłowości anatomicznych

## Leczenie
Po urodzeniu u objawowych noworodków leczenie farmakologiczne. Przy pogarszającej się tolerancji wysiłku, zaawansowanej niewydolności serca, znacznej sinicy lub arytmii wskazania do leczenia operacyjnego. Zabieg naprawczy na zastawce trójdzielnej, lub jej wymiana na zastawkę sztuczną techniczną lub biologiczną. Większość pacjentów po operacji ma zadowalającą wydolność fizyczną. Problemem są zaburzenia rytmu serca, które nie poddają się leczeniu farmakologicznemu.